# 17 de setembre
El 17 de setembre és el dos-cents seixantè dia de l'any del calendari gregorià i el dos-cents seixanta-unè en els anys de traspàs. Queden 105 dies per finalitzar l'any.

## Esdeveniments
Països Catalans
- 1473 - Perpinyà: Signatura de la Pau de Perpinyà.[1]
- 1566 - Concili de Trento, es signaren els decrets que excloïen de les cerimònies religioses les veus efeminades dels cantors, Reforma Tridentina Musical.
- 1705, Montjuïc, Barcelona: Final de la Batalla de Montjuïc amb victòria del bàndol austriacista en el curs de la Guerra de Successió Espanyola.
- 1793 - Paretstortes (el Rosselló): L'exèrcit francès guanya en la batalla de Paretstortes durant la guerra Gran-
- 1801 - Alberic (la Ribera Alta): s'hi esdevé una revolta antisenyorial.
- 1976 - El Prat de Llobregat: Una manifestació amb 25.000 assistents, la més multitudinària de la història del municipi, protesta contra el desviament del Llobregat.
- 1991 - Badalona: s'inaugura el Pavelló Olímpic (o Palau Municipal d'Esports), amb un partit de bàsquet entre el Joventut de Badalona i l'Aris de Salònica.[2]

Resta del món
- 1176 - prop del llac Beyşehir, Frígia (Imperi Romà d'Orient): s'esdevé la batalla de Miriocèfal, amb victòria del Soldanat de Rum.
- 1787 - Es completa la Constitució dels Estats Units.
- 1809 - Hamina (Finlàndia): Suècia i l'Imperi Rus signen el Tractat de Fredrikshamn que posa fi a la Guerra finlandesa. Suècia, en aquest cedeix els territoris que compondran el Gran Ducat de Finlàndia que passarà mans de l'Imperi Rus que va permetre que els finesos continuessin gaudint de les seves institucions i administració.[3]
- 1939 - L'Exèrcit Roig envaeix la Polònia oriental, d'acord amb el Pacte Mólotov-Ribbentrop
- 1944 - Els aliats llancen l'Operació Horta
- 1948 - Jerusalem: Membres de Lehi assassinen el mitjancer de l'ONU comte Folke Bernadotte.
- 1949 - S'estrena el curt d'animació "Fast and Furry-ous" on hi apareixen per primer cop el Coiot i el Correcamins dels estudis Warner Bros.
- 1978 - Pau de Camp David, signada entre Israel i Egipte.[4]
- 1983 - Watertown, Nova York, Estats Units: Vanessa Williams és la primera afroamericana que esdevé Miss Amèrica.
- 2004 - Fal·luja i Ramadi (l'Iraq): exèrcit nord-americà bombardeja intensament aquestes ciutats i hi provoca una seixantena de morts.

## Naixements
Països Catalans
- 1873 - Barcelona: Norbert Font i Sagué, geòleg, espeleòleg, naturalista i escriptor que introduí l'espeleologia a Catalunya.
- 1904 - Barcelona: Miquel Brasó, historiador i arqueòleg gracienc.[5]
- 1939 - Palma: Maria Lluïsa Suau, periodista pionera balear.[6]
- 1953 - Esplugues de Llobregat (Baix Llobregat): Joan Isaac, cantant i compositor.
- 1949 - Tremp, Pallars Jussà, Lleida: Maria Barbal i Farré, escriptora catalana.[7]
- 1954 - Barcelona: Dolors Genovès i Morales, periodista i historiadora catalana, directora de documentals històrics.[8]
- 1956 - Barcelona: Max, pseudònim de Francesc Capdevila i Gisbert, artista català en els camps de l'activitat gràfica: il·lustració, disseny i còmic.
- 1961 - Sant Climent de Llobregat: María Isabel Salud Areste, política espanyola.[9]
- 1968 - Bellcaire d'Empordà, Baix Empordà, Girona: Tito Vilanova, jugador i entrenador de futbol.

Resta del món
- 1688 - Torí, Savoia: Maria Lluïsa de Savoia, reina d'Espanya (m. 1714).[10]
- 1743 - Ribemont, França: Nicolas de Condorcet, Marie-Jean-Antoine Nicolas de Caritat, marquès de Condorcet, matemàtic, filòsof i polític (m. 1794).
- 1767 - París, França: Henri-Montan Berton, compositor francès (m. 1844).[11]
- 1826 - Jameln: Bernhard Riemann, matemàtic (m. 1866).[12]
- 1852 - Almeirim: Ernesto Júlio de Carvalho e Vasconcelos, militar de l'armada portuguesa, enginyer, explorador i geògraf portuguès.
- 1869 - Stavanger, Noruega: Christian Lous Lange, historiador, Premi Nobel de la Pau de 1921 (m. 1938).
- 1883 - Rutherford, Nova Jersey (EUA): William Carlos Williams, poeta estatunidenc (m. 1963).[13]
- 1884 - Elmira, Nova York: Charles Griffes, pianista i compositor nord-americà (m. 1920).[14]
- 1885 - Simplon Village, Suïssa: Josef Escher, polític suís (m. 1954)
- 1903 - Pittsburgh, Estats Units: Dolores Costello, actriu estatunidenca.[15]
- 1904 - Olomouc, Moràvia: Edgar G. Ulmer, cineasta (m. 1972).[16]
- 1909 - Madrid: María Lacrampe, infermera socialista espanyola (m. 1994).[17]
- 1913 - Görlitz, Silèsia (Alemanya): Mira Lobe, escriptora austríaca de més d'un centenar de llibres infantils (m. 1995).[18]
- 1918 - Belfast, Irlanda: Hayyim Herzog o Chaim Herzog (חיים הרצוג) militar de l'Exèrcit britànic i el Tsahal. Posteriorment, va esdevindre el sisè President d'Israel, entre 1983 i 1993 (m. 1997).[19]
- 1922 - Ícolo e Bengo (Àfrica Occidental Portuguesa): Agostinho Neto, poeta i polític, fundador del MPLA i primer president d'Angola (m. 1979).[20]
- 1923 - Mount Olive (Alabama) (EUA): Hank Williams, 1953; fou un cantant, compositor i músic estatunidenc.
- 1929
  - Buenos Aires, Argentina: Guillermo Roux, pintor argentí. (m.2021)
  - West Kensington (Anglaterra): Stirling Moss, pilot de curses automobilístiques anglès (m. 2020).[21]
- 1930 - Hereford, Texas, Estats Units: Edgar Mitchell, astronauta estatunidenc (m. 2016).[22]
- 1931 - Nova York, Estats Units: Anne Bancroft, actriu i directora estatunidenca (m. 2005).[23]
- 1935 - La Junta, Colorado (EUA): Ken Kesey escriptor estatunidenc (m. 2001).[24]
- 1943 - Perusa, Itàlia: Donatella Moretti, cantant italiana que enregistrà un disc en català, compartit amb tres cantants més.[25]
- 1950:
  - Santiago de Xile: Soledad Alvear, advocada, acadèmica i política xilena; ha estat senadora, ministra i precandidata a presidenta.[26]
  - Vadnagar (Índia): Narendra Modi, polític indi, Primer Ministre de l'Índia.[27]
- 1955 - Buenos Aires: Patricia Breccia, dibuixant i historietista argentina.[28]
- 1958 - Marsella, França: Joan Carles Martí i Casanova, escriptor i activista cultural valencià.[29]
- 1960 - Londres, Regne Unit: Damon Hill, pilot de Fórmula 1, campió del món l'any 1996.[30]
- 1962 - Sydney, Austràlia: Baz Luhrmann, director i productor de cinema australià conegut sobretot per la seva Trilogia de Teló Vermell.[31]
- 1968 - Chicago, Illinois, Estats Units: Anastacia Lynn Newkirk, coneguda simplement com a Anastacia, cantant i compositora estatunidenca.
- 1971 - Brezno, Txecoslovàquia: Adriana Karembeu, nascuda Adriana Sklenaříková, model, actriu
- 1976 - Celle, Alemanya: Feleknas Uca, política iazidita; ha estat eurodiputada per Alemanya i després diputada a Turquia.[32]
- 1979 - Ferrol, Galícia, Espanya: Nacho Novo, futbolista gallec

## Necrològiques
Països Catalans
- 1281 - Barcelona: Agnès de Peranda, religiosa fundadora del primer convent de clarisses de Barcelona.[33][34]
- 2006 - Barcelona: Xavier Valls i Subirà, pintor català, pare de Manuel Valls i Galfetti.
- 2013 - Barcelona: Martí de Riquer i Morera, humanista, especialista en literatura medieval i trobadoresca i expert en el segle d'or espanyol i El Quixot.
- 2014 - Barcelona: Carme Barba i Corominas, mestra i pedagoga catalana (n. 1946).[35]
- 2017 - 
  - Barcelona, Barcelonès: Antoni Domènech Figueras, filòsof català.
  - Barcelona, Barcelonès: Ricard Pedrals i Blanxart, capellà i pedagog català.

Resta del món
- 705 - Lieja, Valònia: Lambert de Lieja, bisbe cristià.
- 1179 - Bingen am Rhein: Hildegarda de Bingen, abadessa benedictina, científica, escriptora, mística i compositora, primera persona al món de qui es conserva música escrita.[36]
- 1322 - Ieper, Flandes: Robert III de Flandes, conegut com Robert de Béthune o El Lleó de Flandes, comte de Flandes (n. 1249).[37]
- 1665 - Madrid, Castella: Felip IV de Castella, monarca d'Espanya.
- 1771 - Liorna (Itàlia): Tobias Smollett, escriptor i poeta escocès (n. 1721).[38]
- 1877 - Melbury, Dorset (Anglaterra): William Henry Fox Talbot, inventor anglès, i pioner de la fotografia (n. 1800).[39]
- 1883 - Madrid: Àngela Grassi, escriptora del Romanticisme i directora de revistes (n. 1826).[40]
- 1907 - Londresː Edmonia Lewis, escultora americana (n. 1844).
- 1936 - Miribel-les-Échelles, França: Henry Louis Le Châtelier, químic francès.
- 1942 - Gloucester, Massachusetts: Cecilia Beaux, pintora retratista de societat nord-americana (n. 1855).[41]
- 1945 - Londres (Anglaterra): Charles Edward Spearman, psicòleg anglès (n. 1863).[42]
- 1948 - Nova York: Ruth Benedict, antropòloga nord-americana (n. 1887).[43]
- 1961 -İmrali (Turquía): Adnan Menderes, polític turc ,Primer Ministre de Turquia de 1950 a 1960.(n. 1899).[44]
- 1964 - Londres (Anglaterra): Clive Bell, crític d'art anglès.(n. 1881).[45]
- 1966 - Heidelberg, Alemanya: Fritz Wunderlich, tenor alemany (n. 1930).
- 1980 -
  - Milà, Itàlia: Bianca Stagno Bellincioni, cantant i actriu italiana (n. 1888).[46]
  - Asunción, Paraguai: Anastasio Somoza Debayle, dictador nicaragüenc (n. 1925).[47]
- 1988 - Viena, Àustria: Hilde Gueden, soprano austríaca, una de les més apreciades intèrprets de Strauss i Mozart.
- 1994 - Londres: Karl Popper, filòsof i sociòleg austríac. Premi Internacional Catalunya del 1989. (n. 1902).
- 1996 - Berlin (Maryland) (EUA): Spiro Agnew, polític estatunidenc, vicepresident dels Estats Units (1969 - 1973) (n. 1918).[48]
- 1997 - Rancho Mirage, Califòrnia (EUA): Red Skelton, actor estatunidenc (n. 1913).[49]
- 2009 - Manhattan, EUA: Leon Kirchner, compositor estatunidenc (n. 1919).[50]
- 2014 - Montevideo, Uruguai: China Zorrilla, actriu uruguaiana (n. 1922).[51]

## Festes i commemoracions
- Santa Agatòclia (màrtir), festa major de Mequinensa (el Baix Cinca).
- Santoral: sants Míriam, profetessa; Agatòclia (màrtir); Sàtir de Milà; Coloma de Còrdova, màrtir; Hildegarda de Bingen abadessa; Martí de Finojosa, abat i bisbe de Sigüenza; Robert Bellarmino, cardenal; Lambert de Lieja, bisbe; Pere Arbués, màrtir; beat Stanislaus Papczyński, fundador de la Congregació dels Clergues Marians; beat Joan Duns Escot, religiós; serventes de Déu Agnès de Peranda i Clara de Porta, clarisses; servent de Déu Giuseppe De Piro.

Església Ortodoxa Oriental
- Santa Sofia màrtir